# Krzysztof Krzywosz
Krzysztof Krzywosz (født 1. oktober 1983 i Białystok, Polen) er en polsk atletikudøver, som har boet i Danmark. 
Krzysztof er polsk statsborger, men har på grund af studie i Danmark startret til de danske mesterskaber. Som student ved Białystok Universitet blev han bronzemedaljär ved Universiaden i Beograd 2005.
Krzysztof var i Danmark medlem af Odense Atletik/OGF, i Polen er han medlem af KS Podlasie Białystok

## Internationale ungdomsmesterskaber
- Bronze 2009 Universiaden Kuglestød
- 5.plads 2005 EM U23 Kuglestød 17.90

## Danske mesterskaber
- Sølv 2007  Kuglestød 19,13

## Polske mesterskaber
- Sølv 2010  Kuglestød-inde
- Sølv 2009  Kuglestød 19,13
- Sølv 2009  Kuglestød-inde

## Personlige rekorder
- Kuglestød:  19.83  Białystok 3. maj 2009
- Kuglestød -inde: 19.91 Spala 27. februar 2010
- Diskoskast: 49.42 Poznan 25. maj 2003